# Jorf
El Jorf o El Djorf o El Jourf (àrab: الجُرْف, al-Jurf) és una vila de Tunísia, a la governació de Médenine, delegació de Sidi Makhlouf, a la costa del golf de Boughrara, enfront de l'illa de Gerba. Té un petit port pesquer i un port per a ferris que fan el trajecte del continent a l'illa cada 15 minuts. L'economia és agrícola i pesquera. Té una població d'uns 3.000 habitants.

## Administració
És el centre del sector o imada homònim, amb codi geogràfic 52 59 54 (ISO 3166-2:TN-12), dins de la delegació o mutamadiyya de Sidi Makhlouf (52 59).